# Mariinskij rajon
Il Mariinskij rajon (in russo Мариинский район?) è uno dei diciannove rajon (distretto amministrativo) dell'Oblast' di Kemerovo, nella Russia europea; il capoluogo è Mariinsk. Istituito nel 1924, ricopre una superficie di 5.580 chilometri quadrati e nel 2010 ospitava una popolazione di circa 17.500 abitanti.